# Malfjärilar
Malfjärilar (Tineoidea) är en överfamilj av fjärilar som bland annat omfattar dryadmalar säckspinnare, tubmalar och äkta malar.

## Kännetecken
Malfjärilar är ofta ganska små, bevingade insekter som kan hittas i en mängd olika miljöer. 
De olika arterna livnär sig på olika typer av föda och själva utgör de ofta föda åt till exempel större rovinsekter, bland annat rovsteklar, och många fåglar.

## Utbredning
Cirka 4200 malfjärilar är kända med en utbredning över stora delar av världen och mer än 80 arter kan hittas i Sverige.

## Systematik
Malfjärilar delas in i följande familjer.
- Acrolophidae
- Arrhenophanidae
- Eriocottidae
- Tubmalar (Lypusidae)
- Säckspinnare (Psychidae)
- Äkta malar (Tineidae)

## Arter i urval
- Klädesmal (Tineola bisselliella), malen vars larver förstör yllekläder.
- Pälsmal (Tinea pellionella), malen vars larver förstör pälsar.

## Etymologi
- Bokmal, är egentligen ingen mal utan ett äldre namn på boklusen (Trogium pulsatorium). I överförd betydelse är det en person som älskar böcker.[1]